# Lepòntic
El lepòntic és una llengua indoeuropea del grup cèltic continental, extinta entre els anys 400 i 200 aC, aproximadament. Era la llengua dels leponcis, que ocupaven l'antiga Rècia, a la zona alpina de l'actual Suïssa i nord d'Itàlia, a la zona de Lugano.
En tenim testimonis des del 700 al 400 aC, i podria ser una llengua molt similar al gàl·lic, o fins i tot considerar-la un dialecte. Sovint se l'anomena també gàl·lic cisalpí. Al segle iv aC, els leponcis van ser envaïts per diverses tribus celtes, de manera que la seva llengua va anar cedint terreny enfront del gàl·lic i posteriorment assimilada del tot pel llatí, en l'època en què Roma va prendre el control de la Gàlia cisalpina, entre els segles II i I aC. En resten unes poques inscripcions, la majoria de caràcter funerari, escrites en diversos alfabets derivats de l'etrusc.